# Керенс (Тексас)
Керенс (енгл. Kerens) град је у америчкој савезној држави Тексас. По попису становништва из 2010. у њему је живело 1.573 становника.

## Демографија
Према попису становништва из 2010. у граду је живело 1.573 становника, што је 108 (6,4%) становника мање него 2000. године.
| Група             | 2000.         | 2010.         |
| Белци             | 1.158 (68,9%) | 1.016 (64,6%) |
| Афроамериканци    | 372 (22,1%)   | 338 (21,5%)   |
| Азијати           | 1 (0,1%)      | 4 (0,3%)      |
| Хиспаноамериканци | 128 (7,6%)    | 185 (11,8%)   |
| Укупно            | 1.681         | 1.573         |